# Wolf-Rayet-Stern

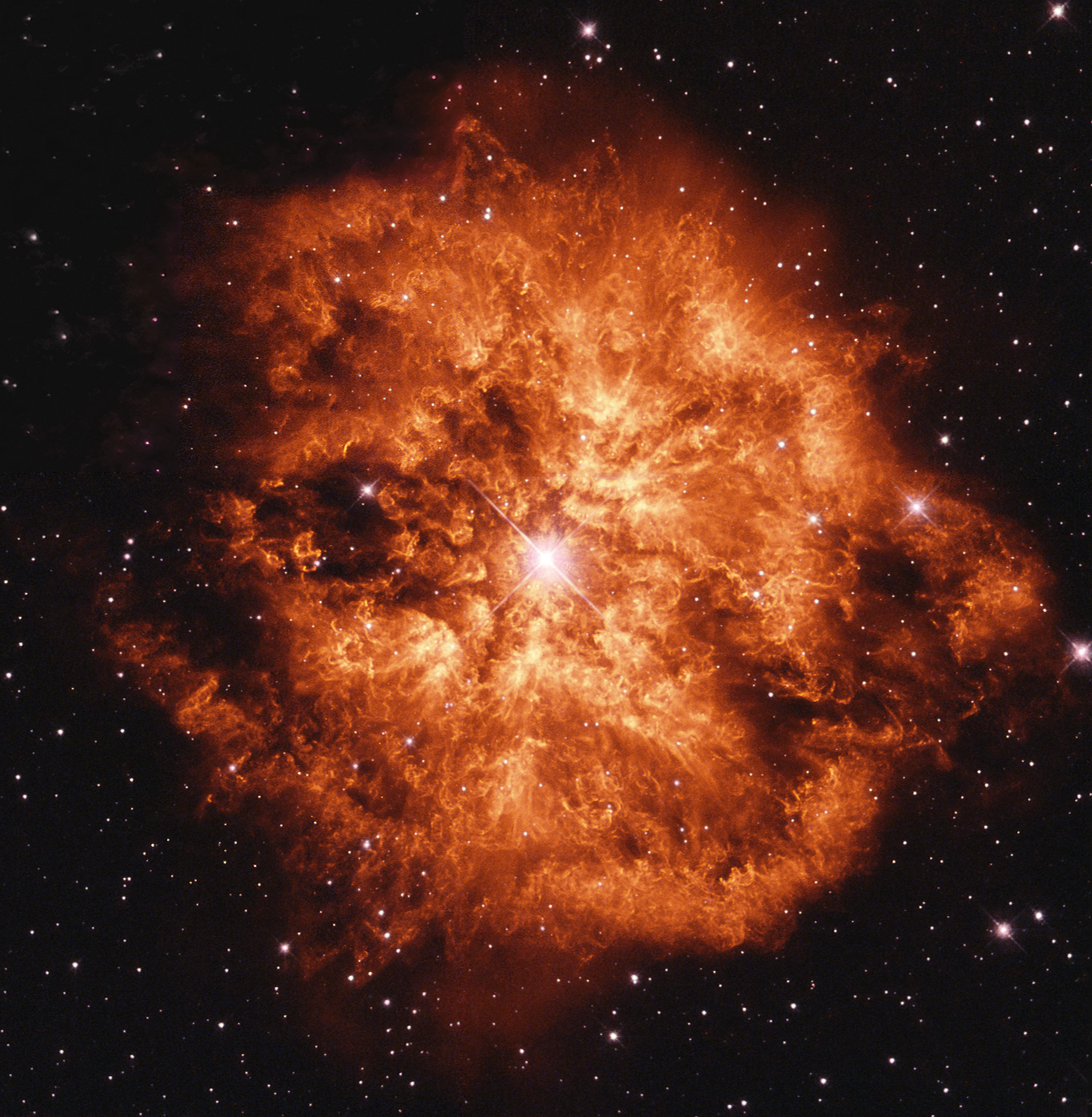
Wolf-Rayet-Stern WR 124 mit umgebendem zirkumstellaren Nebel M1-67 (Aufnahme des Hubble-Teleskops)

Wolf-Rayet-Sterne (nach den französischen Astronomen Charles Wolf und Georges Rayet), in der Fachliteratur auch WR-Sterne abgekürzt, sind die freigelegten Kerne massereicher Sterne. Sie werden keiner der üblichen Spektralklassen zugeordnet, sondern werden in einem eigenen Typ klassifiziert.

## Eigenschaften
Die bislang bestimmten Massen der Wolf-Rayet-Sterne liegen zwischen 10 und 265 Sonnenmassen (M☉), obwohl ursprünglich eine theoretische Obergrenze bei etwa 150 M☉ erwartet worden war. Die Oberflächentemperatur liegt zwischen 30.000 und 120.000 K und ist damit höher als bei fast allen anderen Sternen.
WR-Sterne stoßen große Mengen Materie in ihre Umgebung ab. Diese Sternwinde werden durch die Strahlung des Sterns auf bis zu 4000 km/s beschleunigt, was dem kontinuierlichen Spektrum starke, sehr breite Emissionslinien überlagert. Ein WR-Stern kann bis zu 10−4 M☉ pro Jahr verlieren; episodenweise kann die Massenverlustrate sogar noch auf ein Zehnfaches davon steigen.
Der Sternwind kohlenstoffreicher Wolf-Rayet-Sterne mit einem späten Spektraltyp WC kondensiert zu Staubteilchen. Dies geschieht in einem größeren Abstand, wo der Staub nicht mehr durch die intensive Ultraviolettstrahlung dissoziiert wird. Es handelt sich dabei nicht um einen kontinuierlichen Prozess, sondern es bilden sich diskrete Wolken um den Wolf-Rayet-Stern. In der Folge kommt es aufgrund der veränderlichen Absorption durch den kohlenstoffreichen Staub zu Helligkeitsschwankungen.
Weiterhin entstehen WR-Sterne in engen Doppelsternsystemen: Beginnt ein massereicher Stern sich von der Hauptreihe weg zu bewegen und dehnt sich dabei aus, so kann er die Roche-Grenze überschreiten. Dabei ist die äußere Sternatmosphäre nicht mehr an den Stern gebunden und kann abströmen. Die weitere Entwicklung des Sterns führt zu einer weiteren Expansion, die äußeren Schichten gehen verloren. Zurück bleibt ein WR-Stern mit einer spektralen Signatur, die die thermonuklearen Reaktionen des Wasserstoffbrennens und/oder Heliumbrennens im ehemaligen Kern zeigt. Das bekannteste Beispiel für einen WR-Stern in einem Doppelsternsystem ist der Colliding-Wind Binary V444 Cygni.

### Einteilung
Wolf-Rayet-Sterne werden nach den überwiegenden Elementen ihrer Emissionslinien in zwei Hauptkategorien eingeteilt (Reihenfolge gilt auch für die zeitliche Entwicklung, s. u.):
- Der WN-Typ zeigt hauptsächlich Emissionslinien des Heliums und mehrfach ionisierten Stickstoffs.
- Der WC-Typ zeigt hauptsächlich Emissionslinien des Sauerstoffs und mehrfach ionisierten Kohlenstoffs.
  - Der WO-Typ ist eine Erweiterung des WC-Typs. Bei WO-Sternen dominieren die Sauerstofflinien; Sterne dieses Typs sind sehr selten.

Diese Elemente stammen aus der Nukleosynthese des Wolf-Rayet-Sterns, die sichtbar werden, wenn er seine wasserstoffreiche Atmosphäre abbläst.

### Vorkommen in Sternkatalogen
Der General Catalogue of Variable Stars listet aktuell etwa 40 veränderliche Sterne mit dem Kürzel WR, womit lediglich etwa 0,1 % aller Sterne in diesem Katalog zur Klasse der Wolf-Rayet-Sterne gezählt werden.

## Entwicklung
Die typische Entwicklung eines Wolf-Rayet-Sterns hängt von der Anfangsmasse des ursprünglichen Sterns ab. Dabei ist zu beachten, dass bereits während der Entwicklung zum Wolf-Rayet-Stern Massenverlust stattfindet, so dass die Massen der WR-Sterne deutlich niedriger als die Anfangsmassen sein können.
| Anfangsmasse in M☉ | Entwicklungsweg                                                          |
| ------------------ | ------------------------------------------------------------------------ |
| 00 – > 75          | O-Stern → WN (wasserstoffreich) → LBV → WN (wasserstoffarm) → WC → SN Ic |
| < 40 – 75          | O-Stern → LBV → WN (wasserstoffarm) → WC → SN Ic                         |
| < 25 – 40          | O-Stern → LBV oder Roter Überriese → WN (wasserstoffarm) → SN Ib         |

Trotz umfangreicher Durchmusterungen wie der Palomar Transient Factory ist es bisher noch nicht gelungen, die Vorläufer von Supernovae vom Typ Ib/c auf Aufnahmen vor dem Ausbruch zu identifizieren. Dabei sollte es sich bei den Vorläufern um leuchtkräftige Wolf-Rayet-Sterne handeln mit einer absoluten visuellen Helligkeit, die circa 150-mal so hoch ist wie diejenige durchschnittlicher Wolf-Rayet-Sterne.
Simulationsrechnungen massiver WR-Sterne, die sich in Supernovae vom Typ Ib/c entwickeln, zeigen kurz vor dem Kernkollaps einen fast vollständigen Verlust ihrer Heliumatmosphäre. Dabei steigt die Oberflächentemperatur auf über 150.000 K an und entsprechend dem Wienschen Verschiebungsgesetz wird die meiste Strahlung im fernen Ultraviolett abgegeben. Daher sind Wolf-Rayet-Sterne kurz vor ihrem Kernkollaps recht lichtschwache Sterne mit absoluten visuellen Helligkeiten von −2 und damit ungefähr um einen Faktor 100 lichtschwächer als die meisten WR-Sterne. Die Lebensdauer massereicher Wolf-Rayet-Sterne sollte nach rechnerischen Simulationen in der Größenordnung von 500.000 Jahren liegen.
Nach dem Kollapsar-Modell könnten schnell rotierende Wolf-Rayet-Sterne auch die Vorläufer langer Gammablitze sein. Erstens ist der Zusammenhang zwischen langen Gammablitzen und Supernovae vom Typ Ib/c inzwischen durch Beobachtungen verifiziert, und zweitens sind in den optischen Spektren der langen Gammablitze blauverschobene Absorptionslinien mit Geschwindigkeiten von 3.000 bis 4.000 km/s nachgewiesen worden. Die Eigenschaften dieser blauverschobenen Absorptionslinien passen zu einer Wechselwirkung der Supernova mit zirkumstellarer Materie, die durch den Sternwind eines Wolf-Rayet-Sterns entstanden ist.

## Zentralsterne mit Planetarischem Nebel
Aufgrund morphologischer Ähnlichkeiten des Spektrums (starke und breite Emissionslinien) werden auch etwa 10 % der Zentralsterne planetarischer Nebel als Wolf-Rayet-Sterne bezeichnet. Es handelt sich hierbei um masseärmere Sterne (etwa 0,6 M☉, Anfangsmassen unter 8 M☉) mit einer wasserstoffarmen Atmosphäre. Um Verwechslungen zu vermeiden, hat sich für diese Objekte die engl. Abkürzung WR-CSPN (Wolf-Rayet - Central Star with Planetary Nebula) bzw. [WC] (mit eckigen Klammern), gelegentlich auch [WR], durchgesetzt.
Die Massenverlustraten infolge des starken Sternwindes liegen bei etwa 10−7 bis 10−5 M☉ pro Jahr und damit etwa zehn- bis hundertmal so hoch wie bei normalen, wasserstoffreichen Zentralsternen.
Die Zentralsterne von IC 4663 und Pb8 sind [WN]-Sterne, deren Atmosphäre zu 95 % aus Helium besteht. [WN]-Sterne könnten durch die Verschmelzung zweier Weißer Zwerge entstehen, da dies den hohen Anteil an Neon und Stickstoff in der Atmosphäre des Zentralsterns erklären würde.
Ein alternatives Szenario ist eine diffusionsinduzierte Nova. Dabei zündet das Heliumbrennen in einem Post-AGB-Stern erneut und durch die dabei ausgelöste starke Konvektion wird Material aus dem CNO-Kernbereich in die Atmosphäre gemischt. Es wird vermutet, dass [WR]-CSPN aus Post-AGB-Sternen durch einen Helium-Flash entstehen, bei dem der Großteil des Wasserstoffs im Stern nach unten gemischt und dort verbrannt wird. Die zurückbleibende Atmosphäre besteht im Wesentlichen aus Helium, Kohlenstoff und Sauerstoff. Der Stern entwickelt sich nun über einen PG1159-Stern zu einem wasserstoffarmen Weißen Zwerg, was durch eine einfache Abkühlungssequenz erklärt werden kann.
Beobachtungen planetarischer Nebel haben keinen systematischen Unterschied zwischen solchen gewöhnlicher (wasserstoffreicher) und solcher wasserstoffarmer (WR-)Zentralsterne ergeben. Dies lässt vermuten, dass die Entwicklung zum wasserstoffarmen Zentralstern zufallsbedingt ist.

## Beispiele
- Typ WN:
  - WR 102ka, auch Pfingstrosennebel-Stern genannt, zurzeit zweithellster Stern der Milchstraße
  - WR 124 mit zirkumstellaren Nebel M1-67 (→ Beispielbild oben und Abschnitt unten)
  - WR 31a im Kiel des Schiffes
  - WR 7 mit umgebenden Ringnebel NGC 2359 (Entennebel oder Thors Helm)
- Typ WC:
  - γ Velorum im Sternbild Segel des Schiffs, mit bloßem Auge sichtbar
- Typ WO:
  - WR 102
- Unbekannt:
  - NGC300 X–1: Doppelsternsystem aus Wolf-Rayet-Stern und Schwarzem Loch

## Galerie

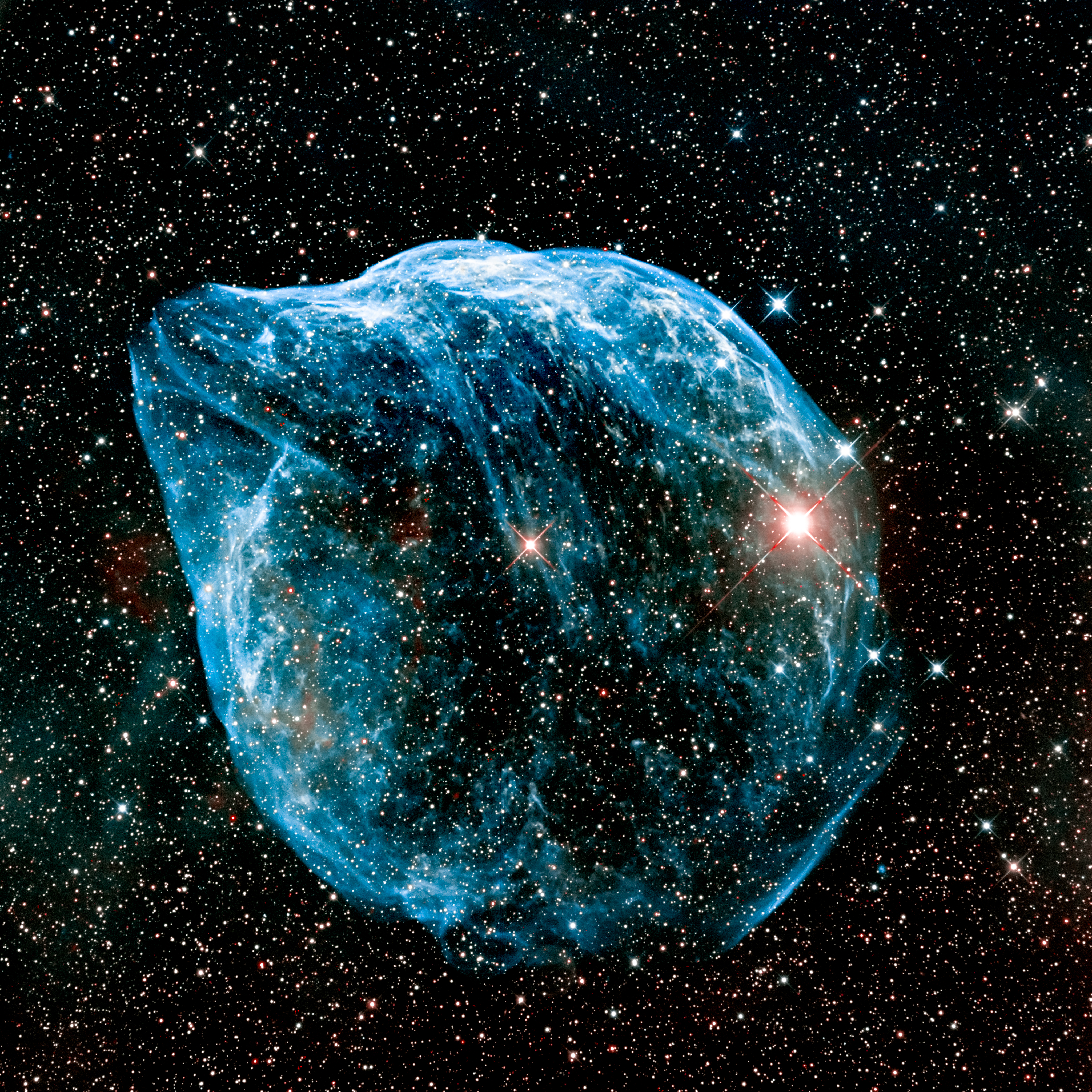
WR 6 bzw. EZ Canis Majoris mit dem umgebenden Nebel Sh2-308
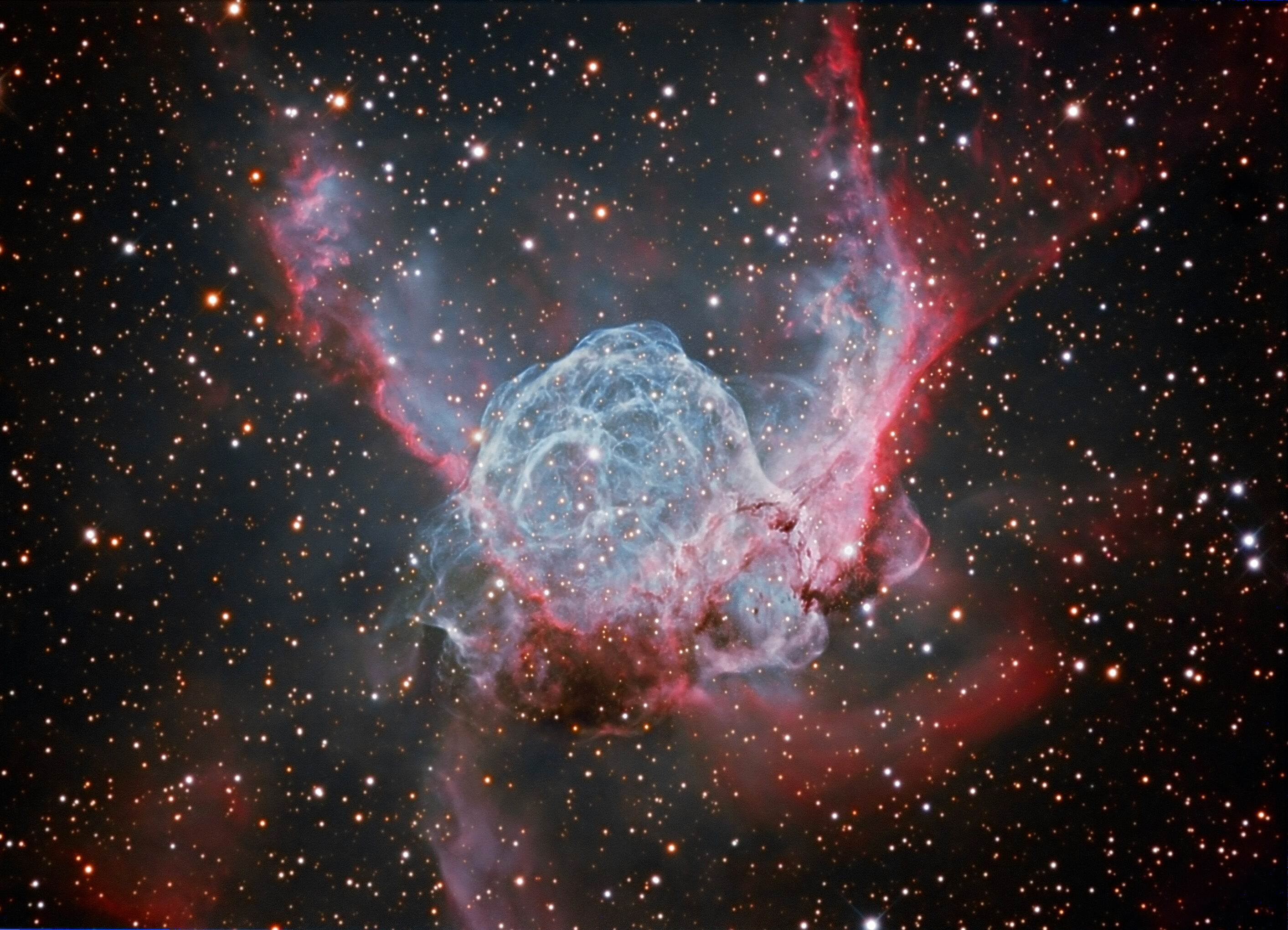
WR 7 und der von dem Stern erzeugte Nebel NGC 2359
WR 18 mit dem umgebenden Nebel NGC 3199
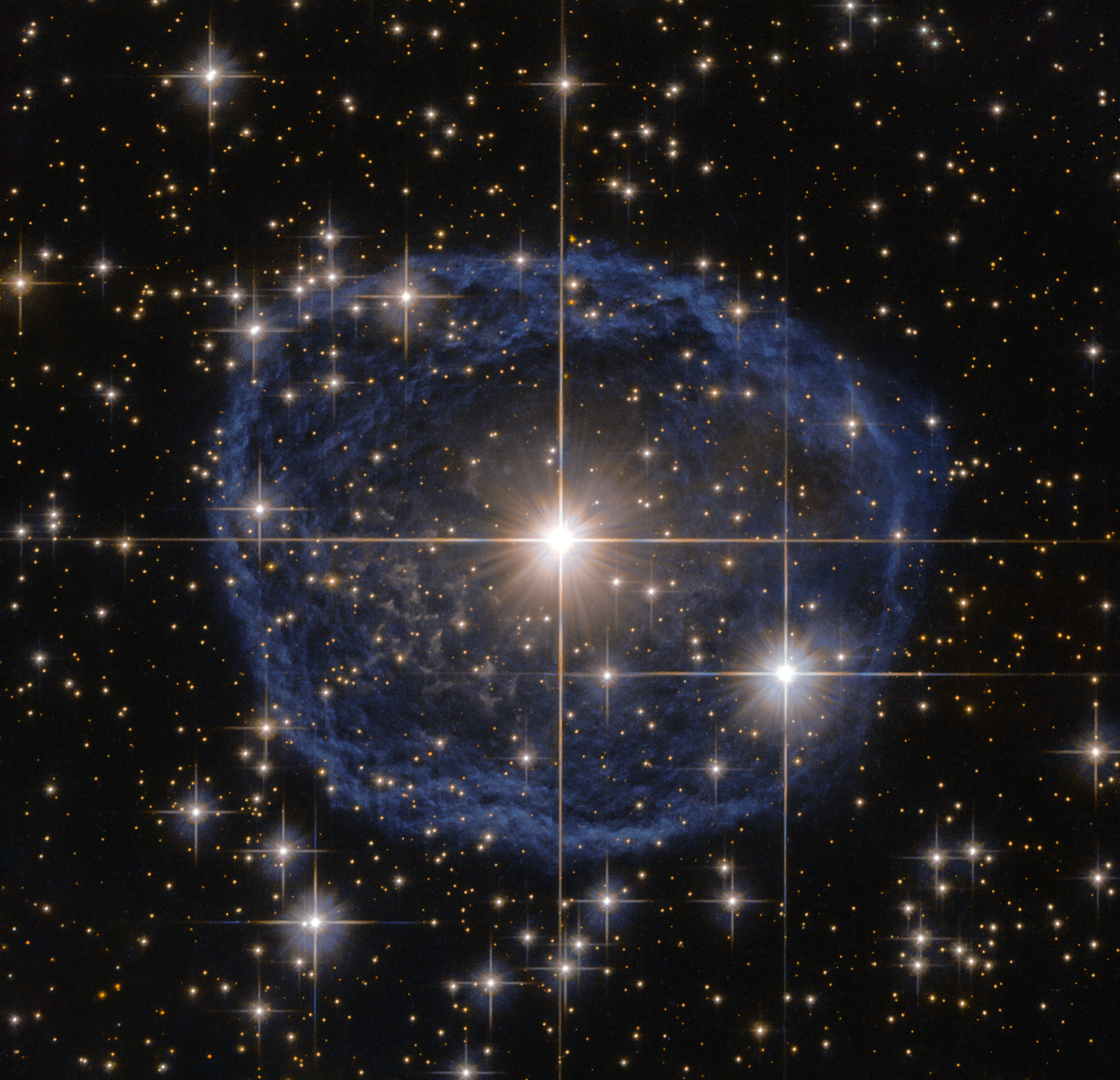
WR 31a
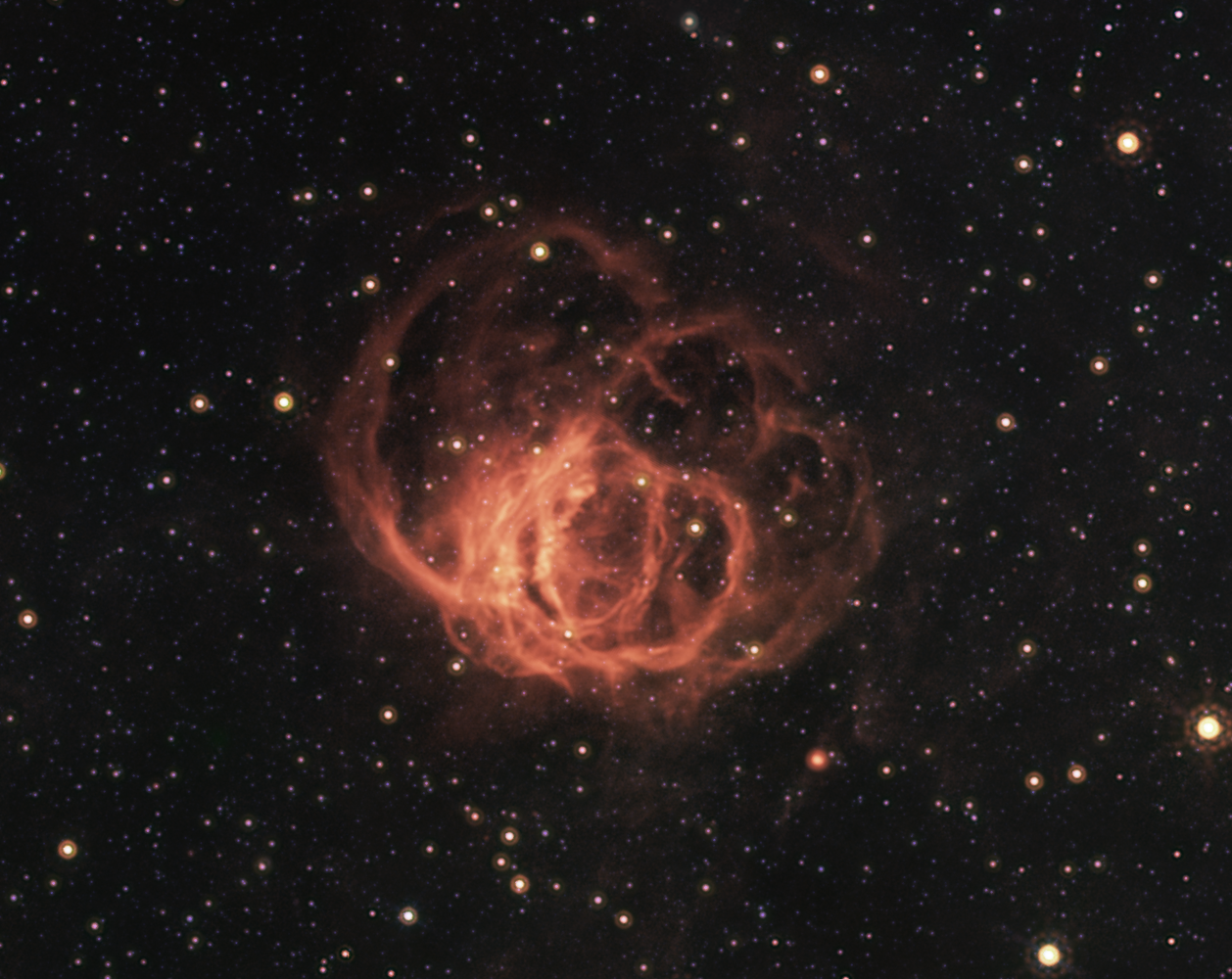
WR 102
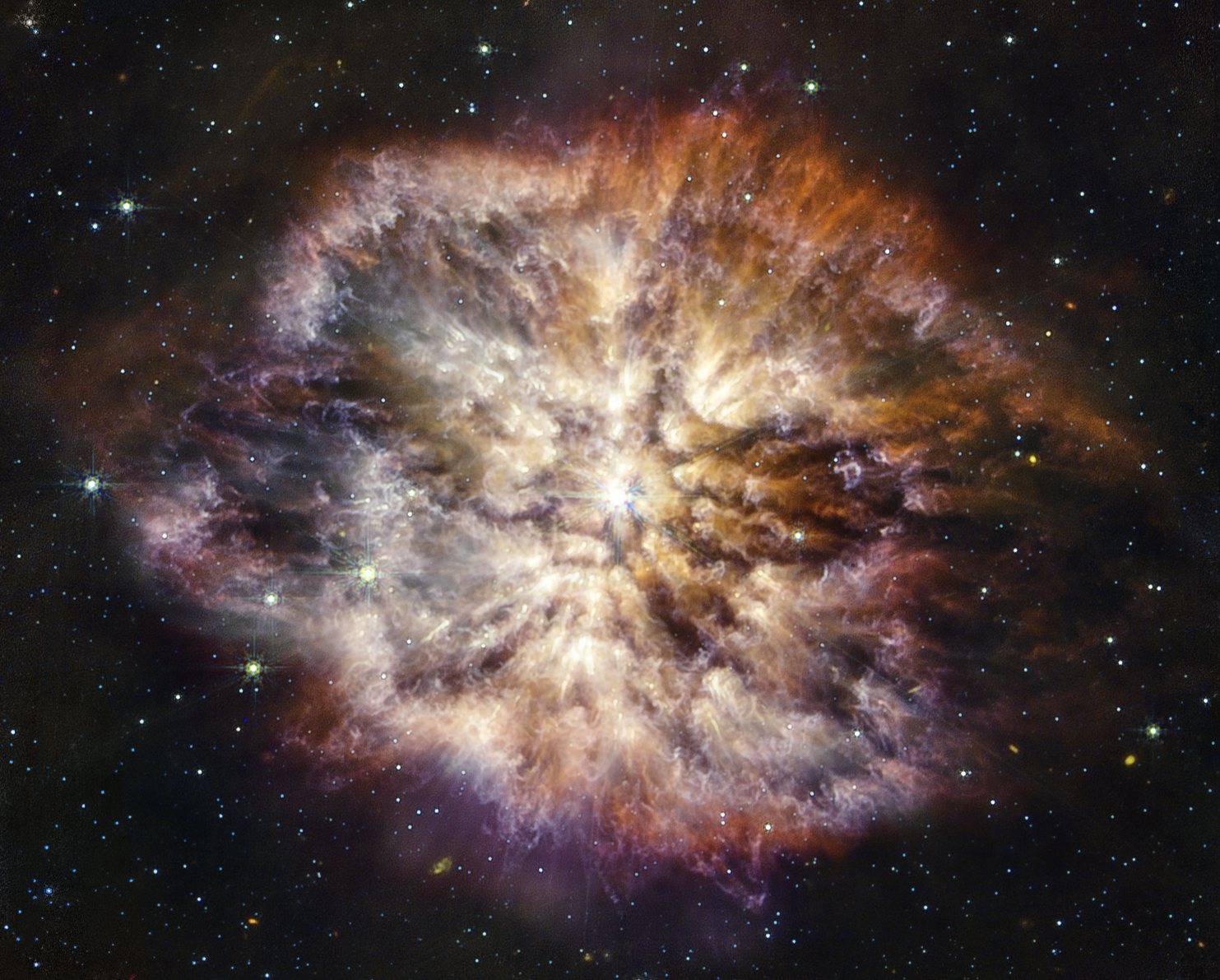
WR 124 mit umgebendem Nebel
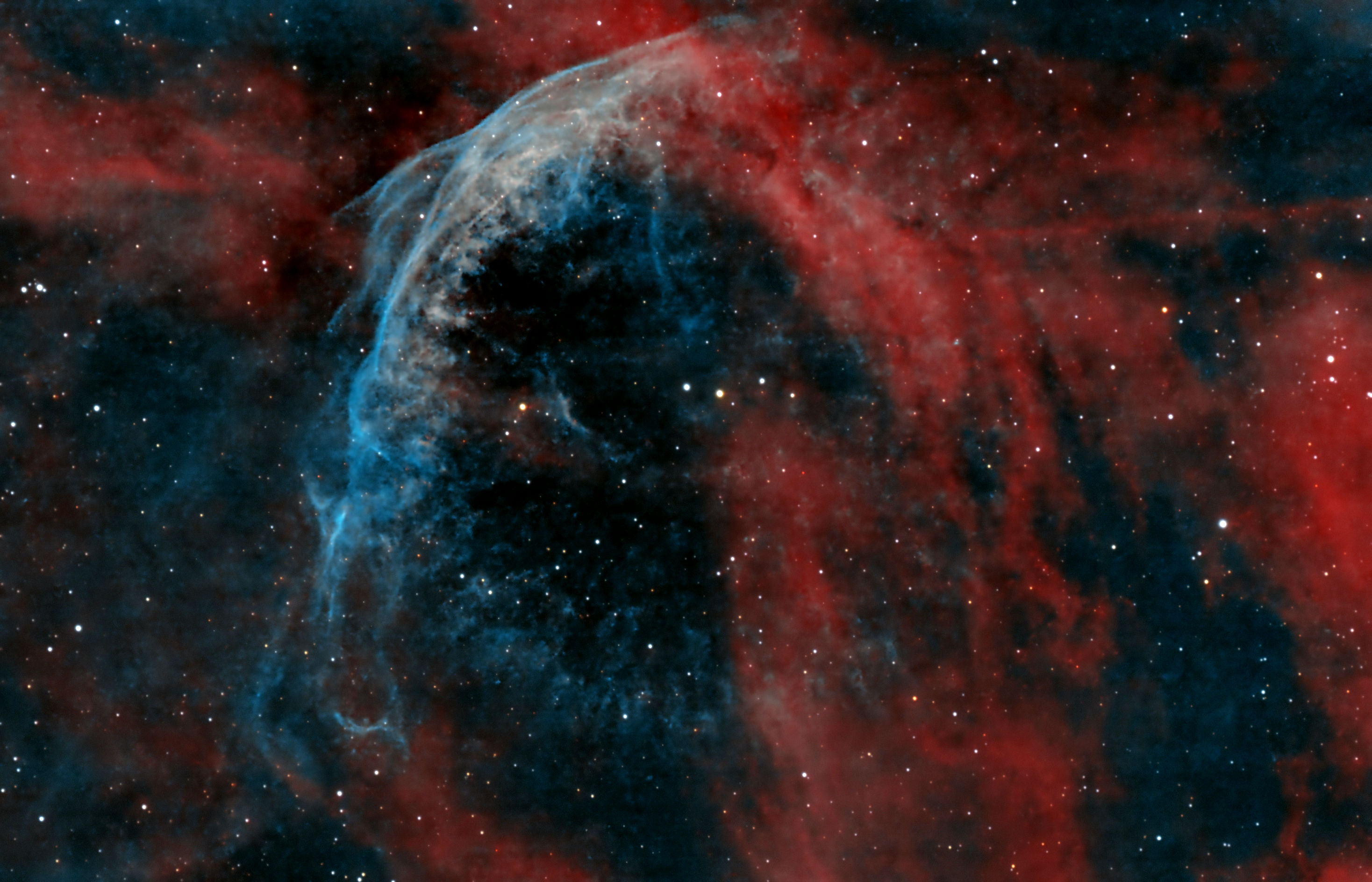
WR 134
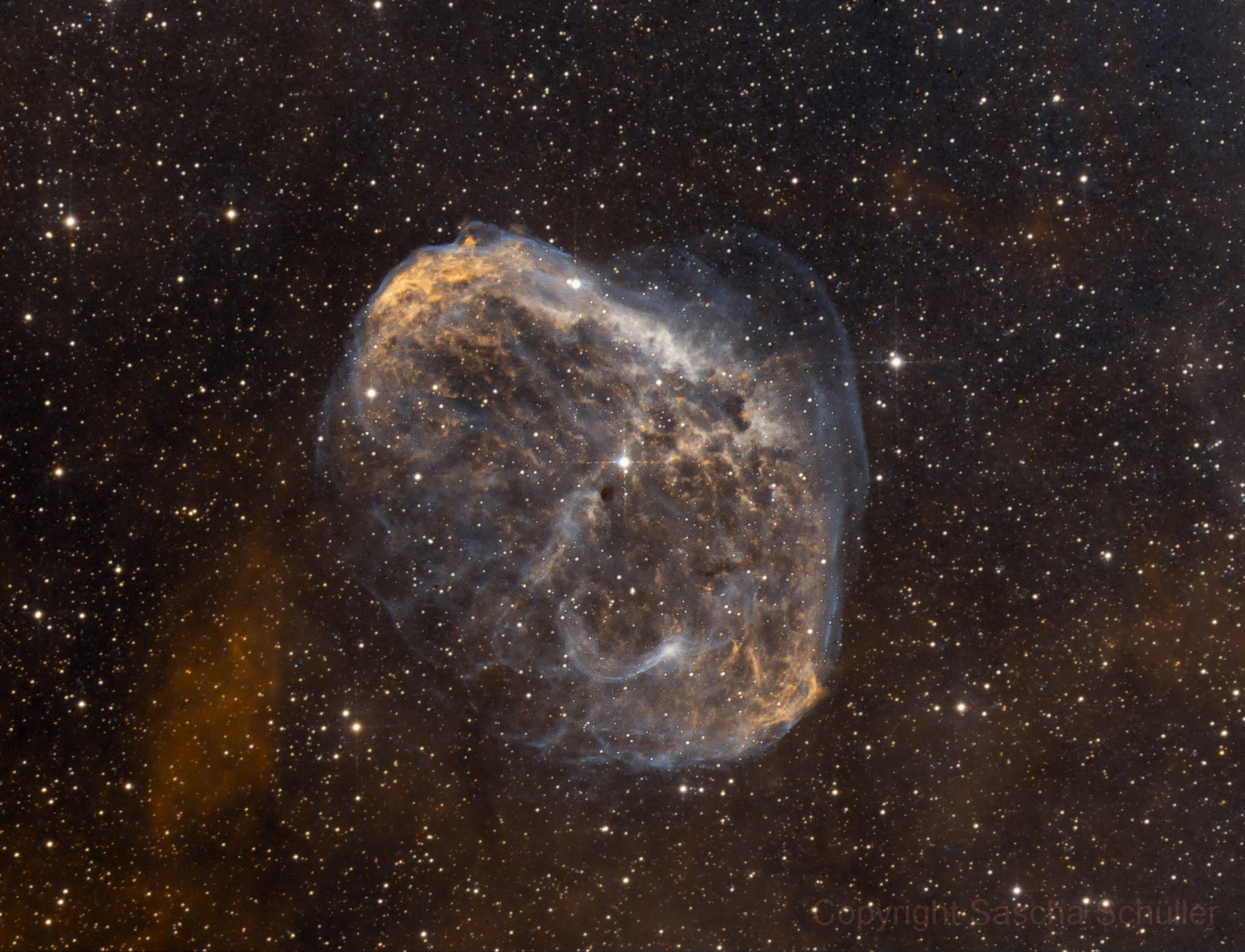
WR 136 und der umgebende Nebel NGC 6888

Einige Wolf-Rayet-Sterne befinden sich in einem Doppel- oder Mehrfachsternsystem, in denen der umkreisende zweite Stern den Sternenwind des Wolf-Rayet-Sterns moduliert, und dadurch eine Spiralstruktur erzeugt.

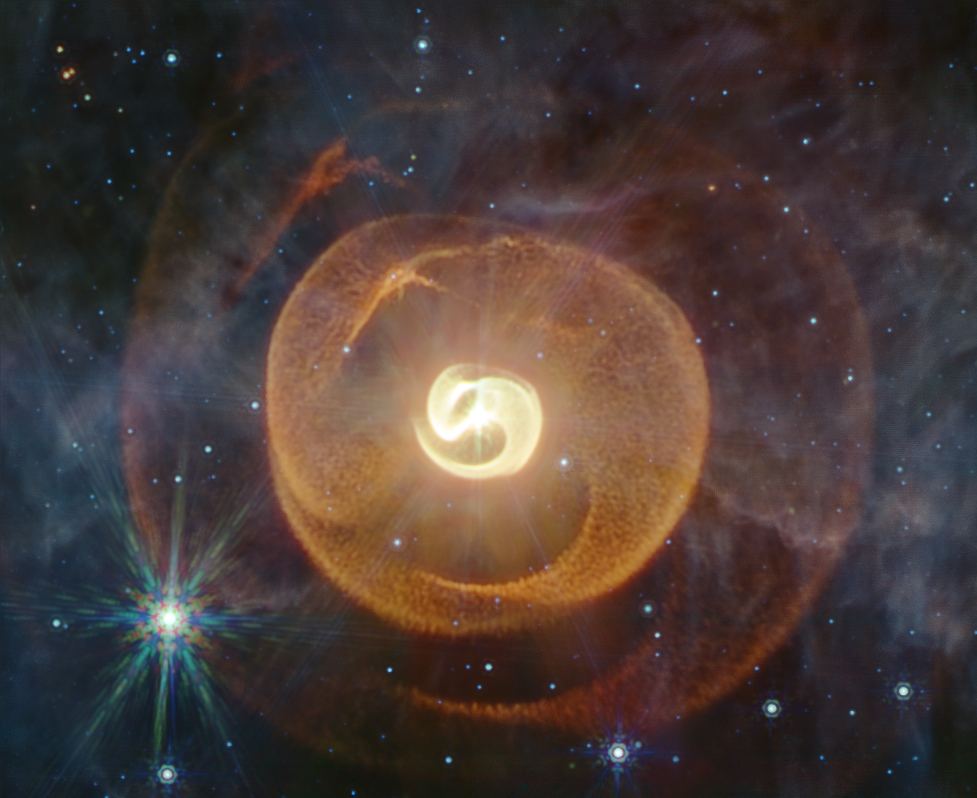
Apep, ein Dreifachsternsystem mit zwei Wolf-Rayet-Sternen
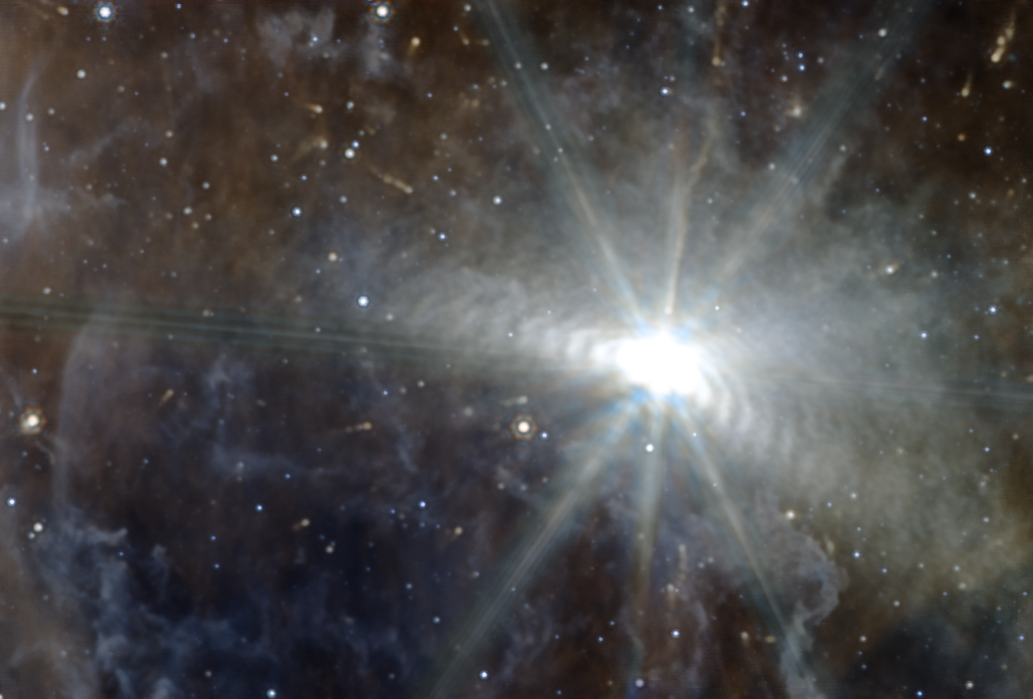
WR 48a
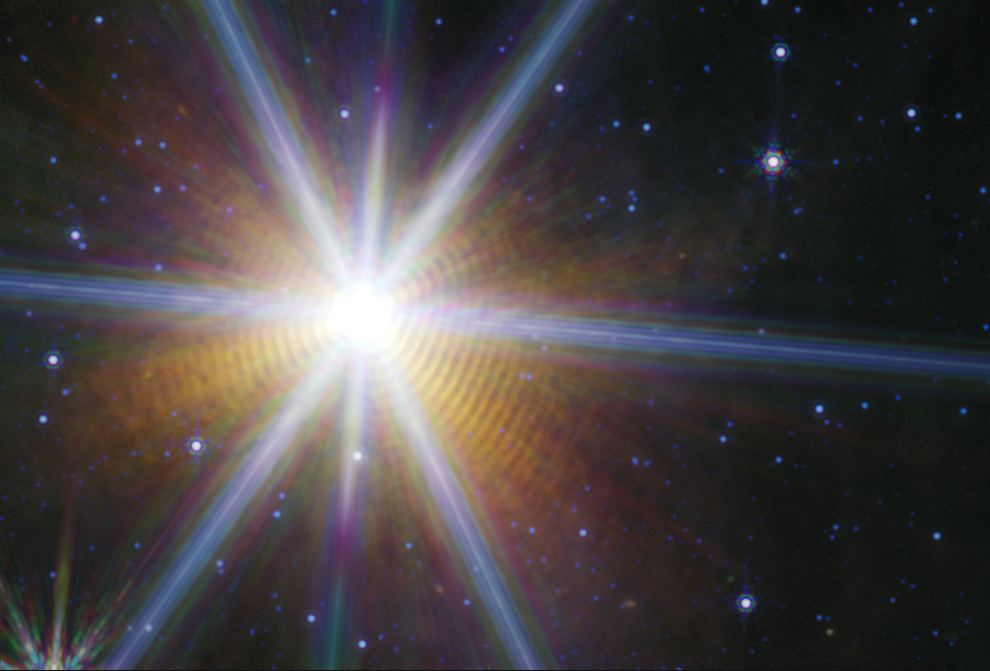
WR 112
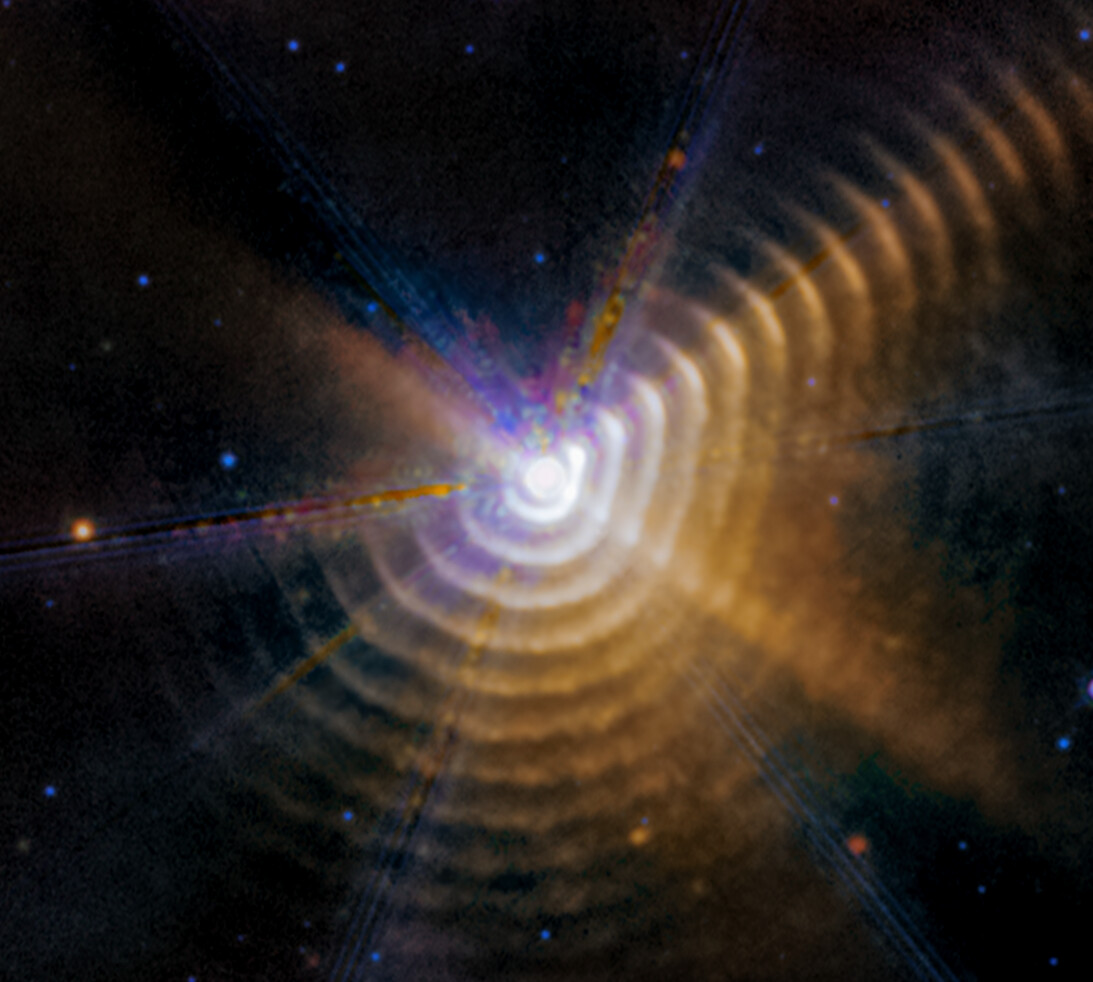
WR 140